# Mike Donnelly (Squashspieler)
Michael „Mike“ Donnelly ist ein ehemaliger australischer Squashspieler.

## Karriere
Michael Donnelly war in den 1960er- und 1970er-Jahren als Squashspieler aktiv. Mit der australischen Nationalmannschaft gewann er 1973 die Weltmeisterschaft und gewann dabei alle drei Partien, in denen er zum Einsatz kam. 1976 sicherte er sich den Titelgewinn bei den Australian Open. Im selben Jahr stand er im Hauptfeld der Weltmeisterschaft, bei der er in der ersten Runde gegen Hiddy Jahan ausschied.

## Erfolge
- Weltmeister mit der Mannschaft: 1973